# Скляний замок (фільм, 2017)
«Скляний за́мок» — біографічна драма 2017 року, знятий за однойменною книгою Джаннетт Воллс. Фільм показує реальне життя авторки та її сім'ї, яке проходило у постійних переїздах та бідноті. 

## Сюжет
Журналістка Джаннетт Воллс збирається заміж за фінансиста-аналітика Девіда. На діловій зустрічі вона приховує правду про своїх батьків, її розум та дотепність допомагають нареченому отримати контракт.
Джаннетт росла в бідності. Її мама Роуз Марі була невизнаною художницею, а батько Рекс часто пиячив. Родина постійно переїжджала, а батьки не доглядали дітей, які часто голодували. Тато не мав роботи, а якщо й знаходив щось, то він не затримувався довго. Бувало, що вони ночували просто неба, милися у міському басейні, вважаючи таке життя свободою. Іноді Роуз Марі докоряла чоловікові за таке життя. Все ж таки вони переїжджають в будинок Рекса в Велчі. Але й там вони не затримуються, знайшовши халупу неподалік без електрики та газу, Воллси оселяються там. 
Роуз Марі та Рекс виховували дітей в атмосфері мрій та романтики подорожей. Хоча батько був звичайним алкоголіком, він багато читав, а діти любили слухати його історії. Мрією сім'ї став скляний будинок, який Рекс почав проектувати, коли діти були маленькими. Врешті-решт старша сестра та Джаннетт зрозуміли, що хочуть іншого життя та втекли до Нью-Йорку.
Перед весіллям Джаннетт намагається налагодити стосунки з батьками. Але зізнатися батьку про наміри одружитися з Девідом дається нелегко. Рекс не підтримує намір доньки, вона докоряє татові за дитячі роки. Це ранить чоловіка. Він перестає розмовляти з усіма. Роуз Марі умовляє Джаннетт провідати батька, який невдовзі помирає. 
Родина Воллсів збирається за святковим столом на День подяки та п'є за Рекса.

## У ролях
| Актор               | Роль                      |
| ------------------- | ------------------------- |
| Брі Ларсон          | Джаннетт Воллс            |
| Вуді Гаррельсон     | Рекс Воллс                |
| Наомі Воттс         | Роуз Марі Воллс           |
| Сара Снук           | Лорі Воллс                |
| Макс Грінфілд       | Девід                     |
| Джош Карас          | Браян Воллс               |
| Елла Андерсон       | Джаннетт Воллс (11 років) |
| Седі Сінк           | Лорі Воллс (12 років)     |
| Ієн Армітідж        | Браян Воллс (9 років)     |
| Бріджетт Ланді-Пайн | Морін Воллс               |
| Робін Бартлетт      | Ірма                      |
| Джо Пінг            | дядько Стенлі             |

## Створення фільму

### Виробництво
Зйомки фільму проходили в Велчі, Західна Вірджинія, США.

### Знімальна група
- Кінорежисер — 	Дестін Деніел Креттон
- Сценаристи — Дестін Деніел Креттон, Ендрю Ланем
- Кінопродюсери — Гіл Неттер, Кен Као
- Композитор — Джоел Вест
- Кінооператор — Бретт Полак
- Кіномонтаж — Нет Сандерс
- Художник-постановник — Шарон Сеймур
- Артдиректор — Шарлотта Руло
- Художник-декоратор — Сюзан Клотьє
- Художник з костюмів — Джой Креттон, Міррен Гордон-Кроз'єр
- Підбір акторів — Ронні Кресс[2].

## Сприйняття

### Критика
Фільм отримав змішані відгуки. На сайті Rotten Tomatoes оцінка стрічки становить 50 % на основі 148 відгуків від критиків (середня оцінка 6/10) і 73 % від глядачів із середньою оцінкою 3,8/5 (8 477 голосів). Фільму зарахований «гнилий помідор» від кінокритиків та «попкорн» від глядачів, Internet Movie Database — 7,1/10 (16 313 голосів), Metacritic — 56/100 (40 відгуків критиків) і 6,5/10 (46 відгуків від глядачів).

### Номінації та нагороди
| Нагороди та номінації фільму «Скляний замок» | Нагороди та номінації фільму «Скляний замок» | Нагороди та номінації фільму «Скляний замок» | Нагороди та номінації фільму «Скляний замок» | Нагороди та номінації фільму «Скляний замок» | Нагороди та номінації фільму «Скляний замок» |
| Рік                                          | Кінофестиваль/кінопремія                     | Категорія/нагорода                           | Номінант                                     | Результат                                    |                                              |
| -------------------------------------------- | -------------------------------------------- | -------------------------------------------- | -------------------------------------------- | -------------------------------------------- | -------------------------------------------- |
| 2018                                         | Асоціація кінокритиків центрального Огайо    | Актор року                                   | Вуді Гаррельсон                              | Номінація                                    |                                              |
| 2018                                         | Золота Камера                                | Найкраща міжнародна акторка                  | Наомі Воттс                                  | Перемога                                     |                                              |